# Joan Carles Monteagudo i Povo
Joan Carles Monteagudo i Povo   (València, 15 d'octubre de 1960 - Lliçà d'Amunt, 30 de maig de 1991) va ser un militant de l'organització armada Terra Lliure, considerat por la policia espanyola com el seu número u, en 1991 va integrar-se a ETA.
Amb pocs mesos de vida, la seva família es va traslladar al Poble Sec de Barcelona. Va treballar al Banco Condal. Es va integrar a Terra Lliure el 1983 i va anar a viure a Palau del Vidre. En 1986, quan encapçalava el grup més radical de l'organització i era el responsable de les relacions amb ETA, li fou denegat l'asil polític a França i va passar a la clandestinitat, en uns mesos en els què es van produir diverses accions armades d'ETA a Catalunya. Després que el 1991 la IV Assemblea de Terra Lliure liderada per Pere Bascompte abandona la lluita armada, no acceptà la situació i continuà amb accions armades integrant-se en el Comando Barcelona d'ETA que perpetrà els atemptats de Sabadell i el de la casa-caserna de la Guàrdia Civil de Vic, que ocasionaren 16 víctimes mortals. El 30 de maig de 1991, l'endemà de l’atemptat contra la casa caserna de la Guàrdia Civil de Vic, que causà deu víctimes mortals, Monteagudo i Erezuma foren abatuts per la policia després d’un tiroteig en un xalet d’una urbanització de Lliçà d'Amunt i Juan José Zubieta Zubeldia fou detingut.